# 前双尾科
前双尾科（学名：Procampodeidae），亦稱原康𧈢科，为双尾目的一个科。此科的模式属为前双尾属(Procampodea)。

## 分佈
本科就只有一個屬、兩個物種，是從分別棲息於意大利和美國加利福尼亞州的標本中描述的；而這兩個地區都具有典型的地中海氣候。

## 下级分类
- 前双尾属 Procampodea